# 覃振墓
28°11′00″N 112°55′51″E / 28.18333°N 112.93083°E
覃振墓位于中国湖南省长沙市岳麓区岳麓山，1996年被列为湖南省文物保护单位。
覃振（1885年－1947年），原名道让，字理鸣，湖南桃源人。中国同盟会的发起人之一，历任南京国民政府立法院副院长、代理院长，司法院副院长等职务。1947年4月18日在上海病逝，次年葬于岳麓山。

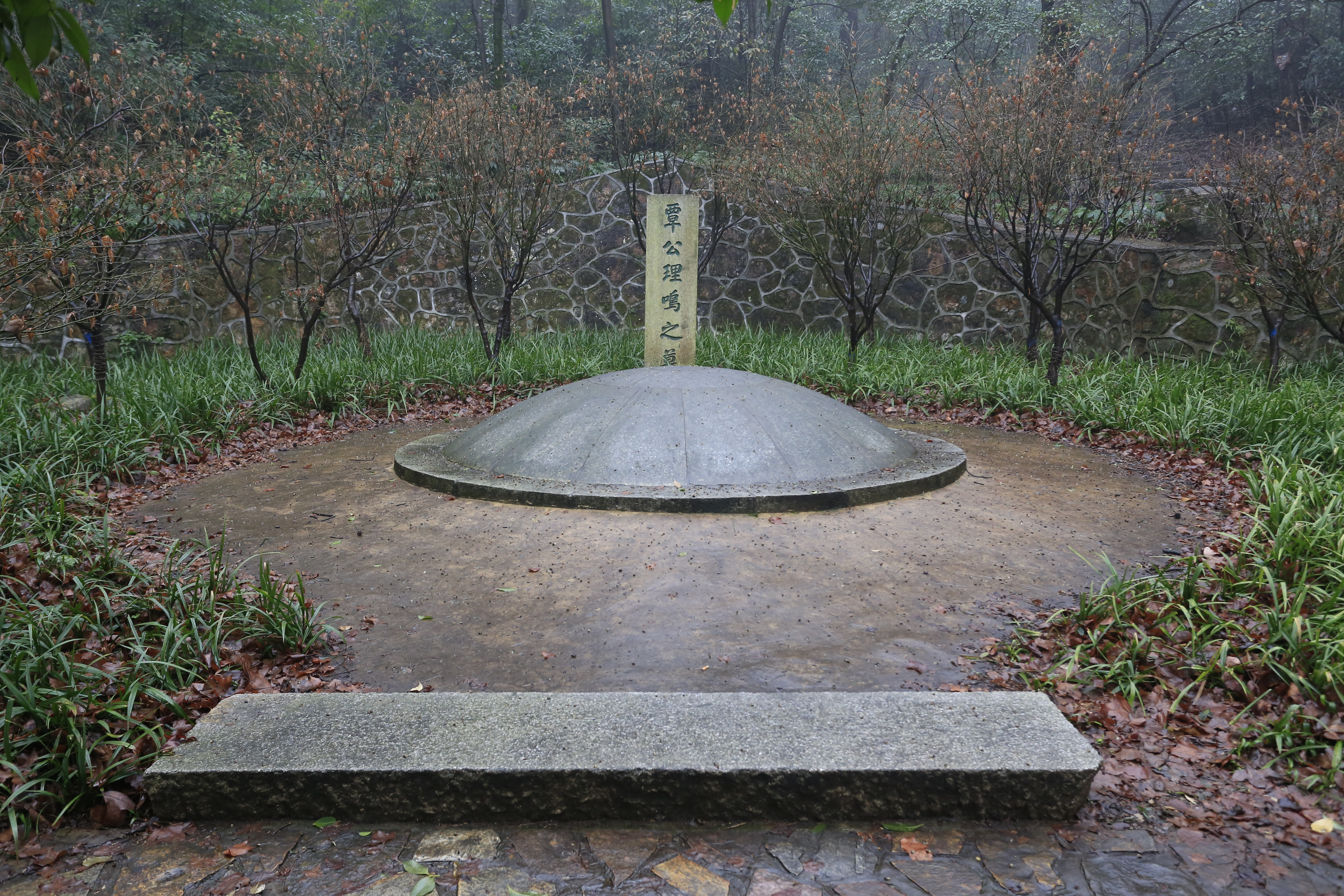